# Зелені книги
Зелені книги (англ. green paper) — це попередній урядовий звіт і консультаційний документ з політичними пропозиціями для дебатів та обговорення. Зелена книга представляє найкраще, що уряд може запропонувати з даного питання, але, залишаючись незобов'язаним, він може, не "втрачаючи обличчя", залишити своє остаточне рішення відкритим доти, доки не зможе врахувати реакцію громадськості на нього. 
Зелена книга, випущена Європейською Комісією — це дискусійний документ, покликаний стимулювати дебати і запустити процес консультацій на європейському рівні з певної теми. Зелена книга зазвичай представляє низку ідей і має на меті запросити зацікавлених осіб або організації висловити свої думки та надати інформацію. За нею може слідувати біла книга — офіційний набір пропозицій, який використовується як інструмент для їхнього перетворення на закон. 
Результатом таких консультацій згодом може стати публікація офіційніших білих книг, де висновки дебатів узагальнені у формі практичних пропозицій Комісії.